# Tragacantha ankylotes
Tragacantha ankylotes là một loài thực vật có hoa trong họ Đậu. Loài này được (Fisch. & C.A. Mey.) Kuntze miêu tả khoa học đầu tiên năm 1891.